# Merete Riisager
Merete Riisager Andersen (født 1. marts 1976 i Aarhus) er en dansk tidligere politiker, der var medlem af Folketinget for Liberal Alliance. Hun var undervisningsminister. Ind til august 2022 har hun været direktør for Dansk Svømmeunion.

## Baggrund
Merete Riisager Andersen har gået på Stige Friskole, som hun dimitterede fra i 1991. Efter seks års studier på Københavns Universitet blev hun i 2003 Cand.mag.pæd.
Hun er gift med Mogens Pedersen.

## Politisk karriere
Merete Riisager Andersen har tidligere stillet op til Folketinget for Radikale Venstre, men har siden 2011 været det for Liberal Alliance via opstiling i Fyns Storkreds. Hun har tidligere været partiets børne- og undervisningsordfører, samt kommunal og ligestillingsordfører. Hun var indtil 4. juni 2016 partiets skatteordfører.[kilde mangler] Den 5. juni 2019 ophørte hendes Folketingsmedlemsskab.

## Øvrigt
I 2020 blev Mere Riisager Andersen bestyrelsesformand for det nystartede borgerlige medie Kontrast.